# Polače
Polače je majhno naselje na otoku Mljetu na Hrvaškem, ki upravno spada pod občino Mljet; le-ta pa spada pod Dubrovniško-neretvansko županijo.

## Geografija
Polače ležijo na zahodnem delu severne obale otoka Mljeta na koncu prostranega zaliva Luka Polače. Zaliv je pred vplivi vetra dobro zaščiten s tremi majhnimi otočki (Moračnik, Tajnik in Kobrava) V okolici naselja se pnejo apnenčasti griči porasli z makijo in nizkim borovim gozdom. Zaradi bližine Nacionalnog parka Mljet so Polače tudi izhodišče za obisk Velikega in Malega jezera, ki ležita v parku.

## Prebivalstvo
Po podatkih iz leta 1991 je v Polačah živelo 123 stalnih prebivalcev.
| Pregled števila prebivalcev po letih | Pregled števila prebivalcev po letih | Pregled števila prebivalcev po letih | Pregled števila prebivalcev po letih | Pregled števila prebivalcev po letih | Pregled števila prebivalcev po letih | Pregled števila prebivalcev po letih | Pregled števila prebivalcev po letih | Pregled števila prebivalcev po letih | Pregled števila prebivalcev po letih | Pregled števila prebivalcev po letih | Pregled števila prebivalcev po letih | Pregled števila prebivalcev po letih | Pregled števila prebivalcev po letih | Pregled števila prebivalcev po letih |
| ------------------------------------ | ------------------------------------ | ------------------------------------ | ------------------------------------ | ------------------------------------ | ------------------------------------ | ------------------------------------ | ------------------------------------ | ------------------------------------ | ------------------------------------ | ------------------------------------ | ------------------------------------ | ------------------------------------ | ------------------------------------ | ------------------------------------ |
| 1857                                 | 1869                                 | 1880                                 | 1890                                 | 1900                                 | 1910                                 | 1921                                 | 1931                                 | 1948                                 | 1953                                 | 1961                                 | 1971                                 | 1981                                 | 1991                                 | 2001                                 |
| 0                                    | 0                                    | 35                                   | 29                                   | 29                                   | 48                                   | 0                                    | 0                                    | 61                                   | 63                                   | 82                                   | 72                                   | 87                                   | 123                                  | 115                                  |

## Zgodovina
V Polačah se nahajajo ruševine antične palače zgrajene v 4. stoletju po vzoru na rimske cesarske vile (vialle rusticae). V veličastne ruševine stare palače se je vrastlo sedanje naselje. Ob palači se nahajajo še ostanki ruševin starokrščanske bazilike iz postavljene v 5. do 6. stoletju.